# Universität Rijeka

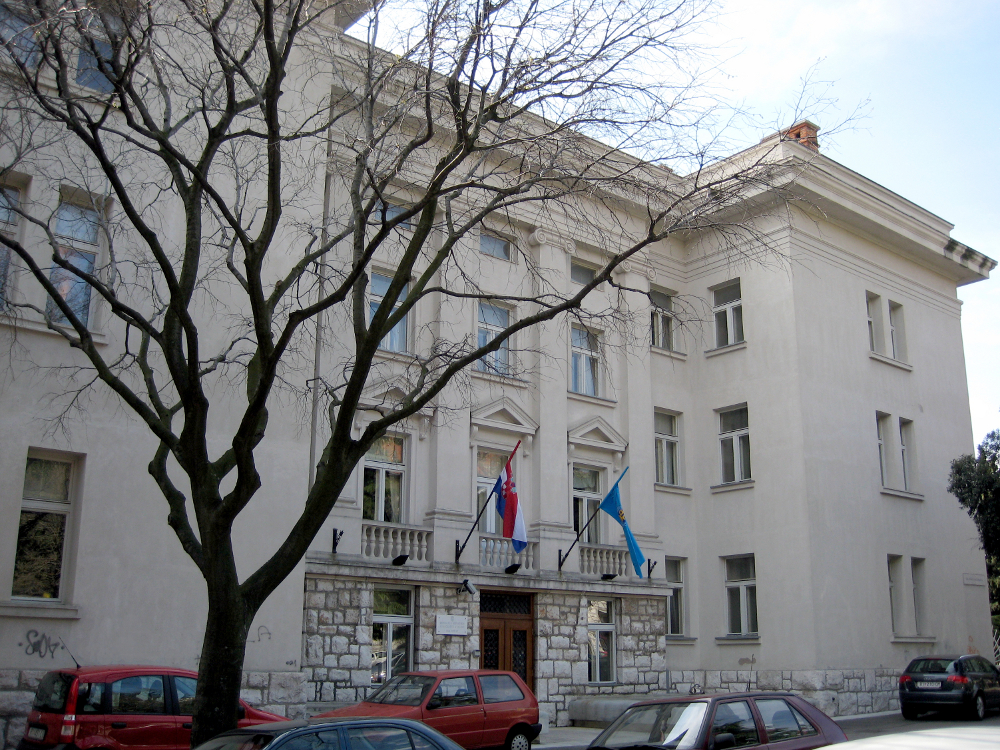
Rektorat der Universität Rijeka

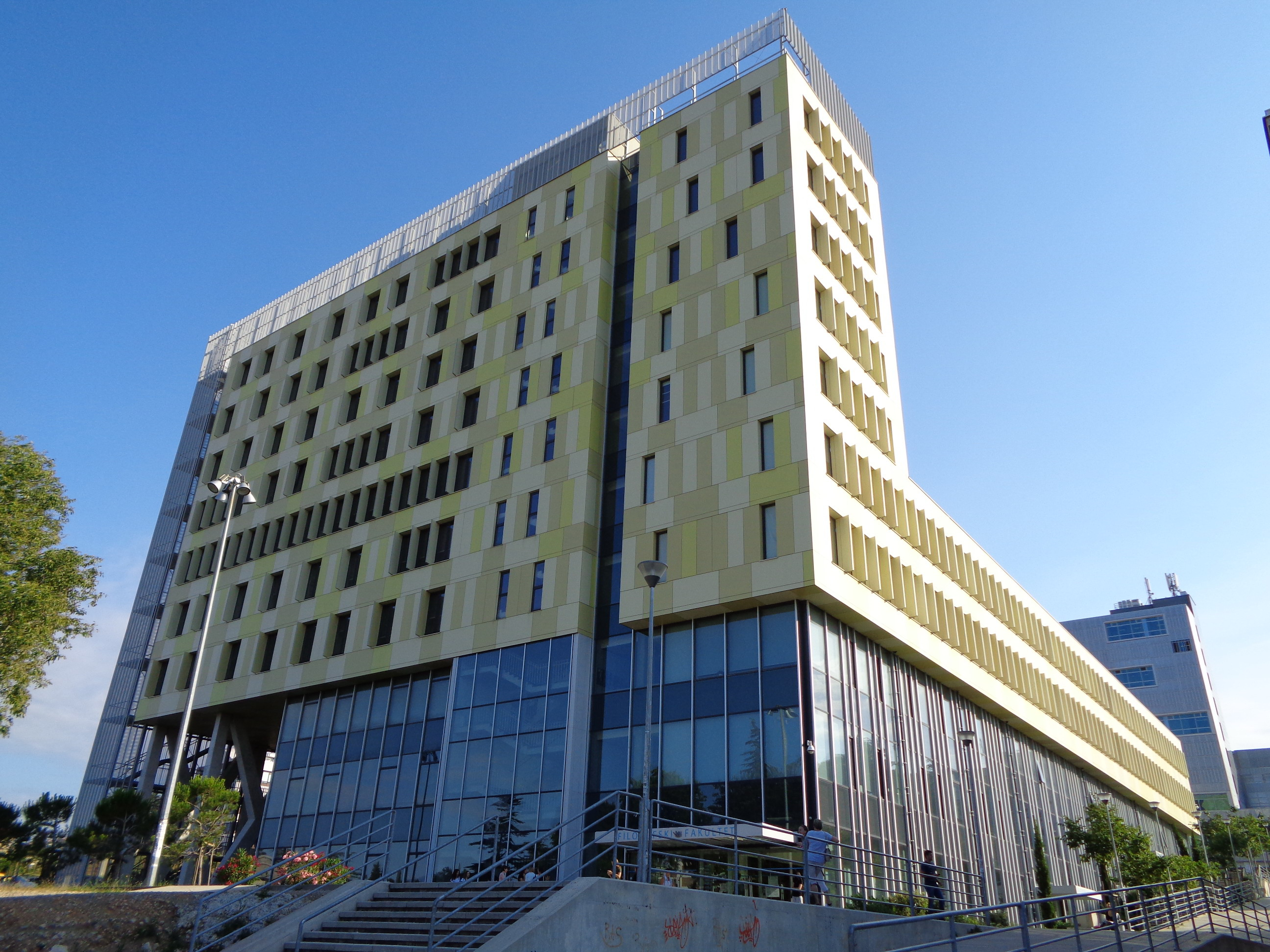
Fakultät für Philosophie

Die Universität Rijeka (kroatisch: Sveučilište u Rijeci) ist eine kroatische Universität mit Standorten in Rijeka, Pula, Opatija und Gospić sowie 16.450 Studenten und knapp 1.000 wissenschaftlichen Angestellten (2003).
Die Gründung erfolgte 1973, wobei einzelne Fakultäten auf ein 1627 gegründetes Jesuitenkolleg zurückgehen, namentlich Schulen für Philosophie, Theologie und eine Habsburger Akademie der Künste. Weitere Hochschulen in Rijeka sind die Marinehochschule Rijeka und die Hochschule in Rijeka. Heutiger Rektor der Universität ist Daniel Rukavina (Mitglied der Kroatischen Akademie der Wissenschaften).
Ab 1983 bis Anfang der 1990er Jahre trug die Universität den Namen „Universität »Vladimir Bakarić« in Rijeka“.

## Fakultäten
Rijeka
- Fakultät für Medizin
- Fakultät für Ingenieurwissenschaften
- Fakultät für Bauingenieurwesen
- Fakultät für Ozeanologie
- Fakultät für Rechtswissenschaften
- Fakultät für Philosophie
  - Abteilung für Germanistik
- Fakultät für Wirtschaftswissenschaften

Opatija
- Fakultät für Tourismus und Gastronomiewirtschaft

Pula
- Fakultät für Volkswirtschaft und Tourismus

## Persönlichkeiten (chronologisch)
- Bogomil Karlavaris (1924–2010), Kunstmaler
- Stipan Jonjić (* 1953), Mediziner
- Mladen Urem (* 1964), Literaturkritiker